# Segmentboog

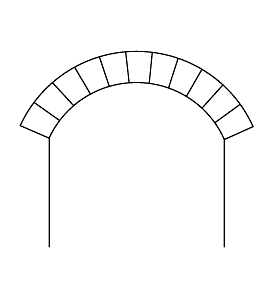
Segmentboog

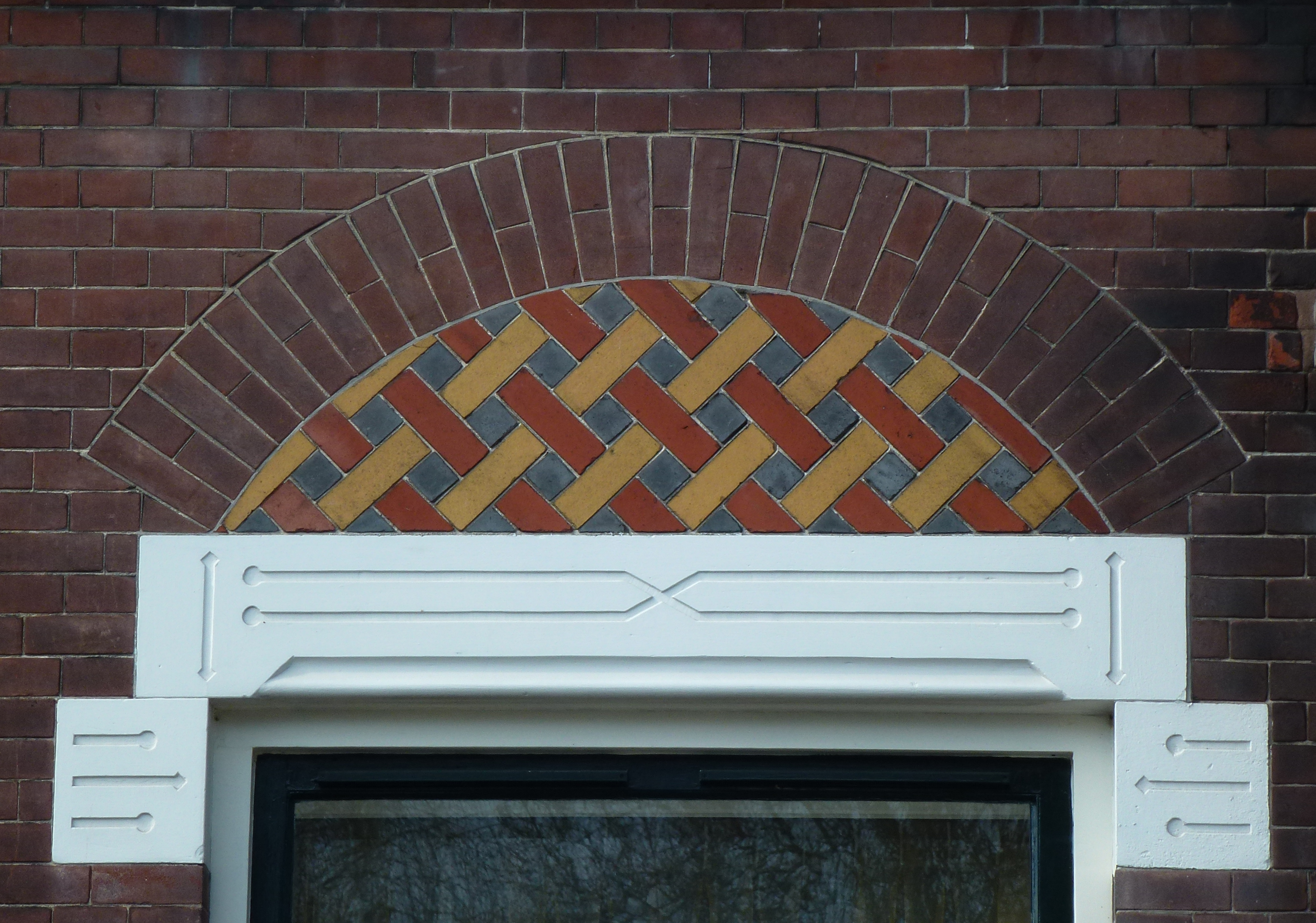
Segmentboog in Gouda

Een segmentboog, steekboog of toog is een boog die meestal een deel van een cirkel beschrijft. Het trekpunt van de boog ligt onder de lijn die de geboorten met elkaar verbindt. De segmentboog oefent een sterke zijwaartse druk uit en wordt om die reden alleen voor kleine overspanningen gebruikt
zoals raam- of deuropeningen. Voor dragende constructies zoals bruggen wordt de boog meestal parabolisch uitgevoerd.
Bij de meeste getoogde muuropeningen wordt er een segmentboog gebruikt.

## Voorbeelden
Een zeer vroeg voorbeeld uit de geschiedenis van de brugconstructie is de Romeinse Brug van Limyra. Het duurde echter lang voordat men de techniek volledig beheerste; de middeleeuwse Ponte Vecchio in Florence is een geslaagder voorbeeld.

Benamingen segmentboog: 1. afstand 2. rechtstand 3. porringpunt 4. top of kruin 5. pijl, porring of steek 6. aanzet 7. geboorte 8. buitenbooglijn 9. binnenbooglijn
Segmentboog als ontlastingsboog boven een kozijn: 1. porringpunt 2. plaats voor siermetselwerk of een andere versiering

- Benamingen segmentboog:
1. afstand
2. rechtstand
3. porringpunt
4. top of kruin
5. pijl, porring of steek
6. aanzet
7. geboorte
8. buitenbooglijn
9. binnenbooglijn
- Segmentboog als ontlastingsboog boven een kozijn:
1. porringpunt
2. plaats voor siermetselwerk of een andere versiering